# Vliegtuigongeluk Mexico-Stad 2008
Op 4 november 2008 stortte in de wijk Las Lomas de Chapultepec in Mexico-Stad een Learjet 45 neer. Alle negen inzittenden kwamen om het leven, waaronder minister van binnenlandse zaken Juan Camilo Mouriño. Op de grond kwamen nog eens zeven mensen om het leven door het ongeval.
Het vliegtuig was op de terugweg van San Luis Potosí, waar Mouriño een ontmoeting had gehad met gouverneur Marcelo de los Santos, en had als bestemming de Internationale Luchthaven Benito Juárez in Mexico-Stad. Het vliegtuig stortte neer op de Calle Ferrocarril de Cuernavaca bij de kruising met de Paseo de la Reforma, niet ver van onder andere Los Pinos, de woning van de president van Mexico, en het Ministerie van Defensie. Het ongeluk vond plaats tijdens spitsuur, zodat ook op de grond verschillende slachtoffers vielen, waarvan acht doden en veertig gewonden. Dertig voertuigen werden beschadigd en 1200 buurtbewoners werden na het ongeluk geëvacueerd. 
Onder de slachtoffers bevond zich naast Mouriño ook José Luis Santiago Vasconcelos, voormalig onderminister van justitie, vice-procureur-generaal belast met de bestrijding van drugsgeweld en op het moment van het ongeluk belast met het implementeren van grondwetswijzigingen betreffende de aanpak van criminaliteit en openbare veiligheid. De andere inzittende waren Miguel Monterrubio, directeur-generaal van sociale communicatie van het Ministerie van Binnenlandse zaken, Arcado Echeverría, coördinator van speciale evenementen, Norma Díaz, directeur van het communicatiedepartement, Julio César Ramírez Dávalos, piloot, Álvaro Sánchez, copiloot, en Gisel Carrillo, stewardess.

## Toedracht
De piloten waren niet correct gekwalificeerd voor dit type vliegtuig en reageerden onjuist (of te laat) op de door de verkeersleiding gegeven instructies om snelheid te verminderen. Het vliegtuig vloog hierdoor door de zogturbulentie veroorzaakt door een passagiersvliegtuig dat zes kilometer voor het vliegtuig vloog. Als gevolg hiervan kwam het in een "upset" terecht (een toestand waarbij de stand en de snelheid van het vliegtuig buiten de "normale" waarden ligt). De upset werd niet adequaat onderkend en kon niet hersteld worden waardoor het vliegtuig verongelukte. 